# 100 meter (atletiek)
De afstandloop van 100 meter is de kortste sprintwedstrijd die door senioren op een outdoor-baan gelopen wordt. Dit onderdeel wordt ook wel het koningsnummer van de atletiek genoemd.
In de 18e en 19e eeuw ontstonden op de Britse universiteiten wedstrijden die de voorlopers van de huidige atletiekwedstrijden waren. Springnummers en loopnummers waren toen al algemeen bekend onder de studenten. Aangezien men in Groot-Brittannië een ander meetsysteem hanteert, was de korte sprint daar geen 100 meter, maar 100 yard (91,4 meter). Toen ook de Fransen zich meer in atletiek gingen interesseren, wilde men een sprintafstand volgens het Europese meetsysteem. De 100 yard werd in 110 yard (100,54 meter) veranderd. Uiteindelijk werd beslist dat er op de Olympische Spelen 100 meter gelopen zou worden. De Britten hielden nog een tijd beide systemen aan maar kozen uiteindelijk toch voor de 100 meter.

## Indeling
De 100 meter is een zeer korte afstand, wat niet wegneemt dat dit onderdeel een ingewikkelde indeling kent. De wijze waarop een bepaalde fase wordt ingezet, kan bepalend zijn voor winst of verlies.
- Fase 1 'De start'

De start is van essentieel belang bij een korte sprintafstand. De gemiddelde reactietijden zijn hier beduidend korter dan bij een 200 of 400 m en dat is ook psychologisch verklaarbaar. Hoe korter de sprintafstand, des te sneller moet de atleet reageren om goed te lopen. Sommige sprinters reageren sneller dan de door World Athletics vastgestelde 0,100 seconde-grens van een valse start. Mannen reageren in het algemeen sneller dan vrouwen, hoewel onder anderen Florence Griffith-Joyner hierop een uitzondering vormde. De reactietijd wordt elektronisch gemeten van het begin van het startschot tot er een zekere horizontale kracht op de startblokken wordt gedrukt.
- Fase 2 'De versnelling'

In deze fase wint de sprinter snel aan snelheid, van 0 m/s naar 10 m/s. Hij doet dat door middel van kleine snelle passen. Naarmate de versnelling minder hard toeneemt, zal de atleet zijn pas vergroten. Deze fase eindigt afhankelijk van de sprinter tussen de 40 en 70 meter.
- Fase 3 'De topsnelheid'

In deze fase is de sprinter op zijn topsnelheid. Meestal wordt deze na zo'n 40 à 70 meter bereikt. Mannen halen tot 12 m/s (43,2 km/u), vrouwen halen tot 10,5 m/s (37,8 km/u).
- Fase 4 'De negatieve versnelling of vertraging'

Na enkele seconden topsnelheid houdt de atleet de snelheid niet meer vast en zal na 70-90 meter onvermijdelijk vertragen. Sommige atleten vertragen langzamer dan anderen, waardoor het lijkt of ze een eindsprint maken, maar dat is puur gezichtsbedrog. Om toch snelheid proberen te behouden, vergroot de atleet zijn pas.
- Fase 5 'De finish'

Eén pas voor de finish brengt de sprinter de borst naar voren. De tijd wordt immers gemeten wanneer de torso (dus niet een arm of het hoofd) over de finish komt.

## Top tien aller tijden

### Snelste mannelijke atleten wereldwijd
| Rang | Tijd | Atleet             | Land | Datum             | Plaats   | Wind |
| ---- | ---- | ------------------ | ---- | ----------------- | -------- | ---- |
| 1.   | 9,58 | Usain Bolt         | JAM  | 16 augustus 2009  | Berlijn  | +0.9 |
| 2.   | 9,69 | Tyson Gay          | USA  | 20 september 2009 | Shanghai | +2.0 |
| 2.   | 9,69 | Yohan Blake        | JAM  | 23 augustus 2012  | Lausanne | -0.1 |
| 4.   | 9,72 | Asafa Powell       | JAM  | 2 september 2008  | Lausanne | +0.2 |
| 5.   | 9,74 | Justin Gatlin      | USA  | 15 mei 2015       | Doha     | +0.9 |
| 6.   | 9,75 | Kishane Thompson   | JAM  | 27 juni 2025      | Kingston | +0.8 |
| 7.   | 9,76 | Christian Coleman  | USA  | 28 september 2019 | Doha     | +0.6 |
| 7.   | 9,76 | Trayvon Bromell    | USA  | 18 september 2021 | Nairobi  | +1.2 |
| 7.   | 9,76 | Fred Kerley        | USA  | 24 juni 2022      | Eugene   | +1.4 |
| 10.  | 9,77 | Ferdinand Omanyala | KEN  | 18 september 2021 | Nairobi  | +1.2 |

Bijgewerkt tot 16 augustus 2025

### Snelste vrouwelijke atleten wereldwijd
| Rang | Tijd  | Atleet                   | Land | Datum             | Plaats       | Wind |
| ---- | ----- | ------------------------ | ---- | ----------------- | ------------ | ---- |
| 1.   | 10,49 | Florence Griffith-Joyner | USA  | 16 juli 1988      | Indianapolis | 0.0  |
| 2.   | 10,54 | Elaine Thompson-Herah    | JAM  | 21 augustus 2021  | Eugene       | +0.9 |
| 3.   | 10,60 | Shelly-Ann Fraser-Pryce  | JAM  | 26 augustus 2021  | Lausanne     | +1.7 |
| 4.   | 10,64 | Carmelita Jeter          | USA  | 20 september 2009 | Shanghai     | +1.2 |
| 5.   | 10,65 | Marion Jones             | USA  | 12 september 1998 | Johannesburg | +1.1 |
| 5.   | 10,65 | Shericka Jackson         | JAM  | 7 juli 2023       | Kingston     | +1.0 |
| 5.   | 10,65 | Sha'Carri Richardson     | USA  | 21 augustus 2023  | Boedapest    | -0.2 |
| 5.   | 10,65 | Melissa Jefferson-Wooden | USA  | 1 augustus 2025   | Eugene       | +0.4 |
| 9.   | 10,72 | Marie-Josée Ta Lou       | CIV  | 10 augustus 2021  | Monaco       | +0.4 |
| 9.   | 10,72 | Julien Alfred            | LCA  | 3 augustus 2024   | Parijs       | -0,1 |

Bijgewerkt tot 16 augustus 2025

## Continentale records
| Continent                | Geslacht | Prestatie  | Atleet                   | Land | Datum             | Plaats            |
| ------------------------ | -------- | ---------- | ------------------------ | ---- | ----------------- | ----------------- |
| Afrika                   | M        | 9,77       | Ferdinand Omanyala       | KEN  | 18 september 2021 | Nairobi           |
| Afrika                   | V        | 10,72      | Marie-Josée Ta Lou       | CIV  | 10 augustus 2022  | Monaco            |
| Noord- en Midden-Amerika | M        | 9,58 (WR)  | Usain Bolt               | JAM  | 16 augustus 2009  | Berlijn           |
| Noord- en Midden-Amerika | V        | 10,49 (WR) | Florence Griffith-Joyner | USA  | 16 juli 1988      | Indianapolis      |
| Zuid-Amerika             | M        | 9,89       | Issamade Asinga          | SUR  | 28 juli 2023      | São Paulo         |
| Zuid-Amerika             | V        | 10,91      | Rosangela Santos         | BRA  | 6 augustus 2017   | Londen            |
| Azië                     | M        | 9,83       | Su Bingtian              | CHN  | 1 augustus 2021   | Tokio             |
| Azië                     | V        | 10,79      | Li Xuemei                | CHN  | 18 oktober 1997   | Shanghai          |
| Europa                   | M        | 9,80       | Marcell Jacobs           | ITA  | 1 augustus 2021   | Tokio             |
| Europa                   | V        | 10,73      | Christine Arron          | FRA  | 19 augustus 1998  | Boedapest         |
| Oceanië                  | M        | 9,93       | Patrick Johnson          | AUS  | 5 mei 2003        | Mito              |
| Oceanië                  | V        | 10,96      | Zoe Hobbs                | NZL  | 2 juli 2023       | La Chaux-de-Fonds |

Bijgewerkt tot 22 augustus 2023

## Ontwikkeling 100 m-wereldrecord

### Mannen
| Tijd  | Atleet          | Land             | Datum             | Plaats           |
| ----- | --------------- | ---------------- | ----------------- | ---------------- |
| 10,6  | Don Lippincott  | Verenigde Staten | 6 juli 1912       | Stockholm        |
| 10,4  | Charley Paddock | Verenigde Staten | 23 april 1921     | Redlands         |
| 10,31 | Percy Williams  | Canada           | 9 augustus 1930   | Toronto          |
| 10,2  | Jesse Owens     | Verenigde Staten | 20 juni 1936      | Chicago          |
| 10,1  | Willie Williams | Verenigde Staten | 3 augustus 1956   | Berlijn          |
| 10,0  | Armin Hary      | West-Duitsland   | 21 juni 1960      | Zürich           |
| 9,952 | Jim Hines       | Verenigde Staten | 14 oktober 1968   | Mexico-Stad      |
| 9,93  | Calvin Smith    | Verenigde Staten | 3 juli 1983       | Colorado Springs |
| 9,923 | Carl Lewis      | Verenigde Staten | 24 september 1988 | Seoel            |
| 9,90  | Leroy Burrell   | Verenigde Staten | 14 juni 1991      | New York         |
| 9,86  | Carl Lewis      | Verenigde Staten | 25 augustus 1991  | Tokio            |
| 9,85  | Leroy Burrell   | Verenigde Staten | 6 juli 1994       | Lausanne         |
| 9,84  | Donovan Bailey  | Canada           | 27 juli 1996      | Atlanta          |
| 9,79  | Maurice Greene  | Verenigde Staten | 16 juni 1999      | Athene           |
| 9,774 | Asafa Powell    | Jamaica          | 14 juni 2005      | Athene           |
| 9,74  | Asafa Powell    | Jamaica          | 9 september 2007  | Rieti            |
| 9,72  | Usain Bolt      | Jamaica          | 31 mei 2008       | New York         |
| 9,69  | Usain Bolt      | Jamaica          | 16 augustus 2008  | Peking           |
| 9,58  | Usain Bolt      | Jamaica          | 16 augustus 2009  | Berlijn          |

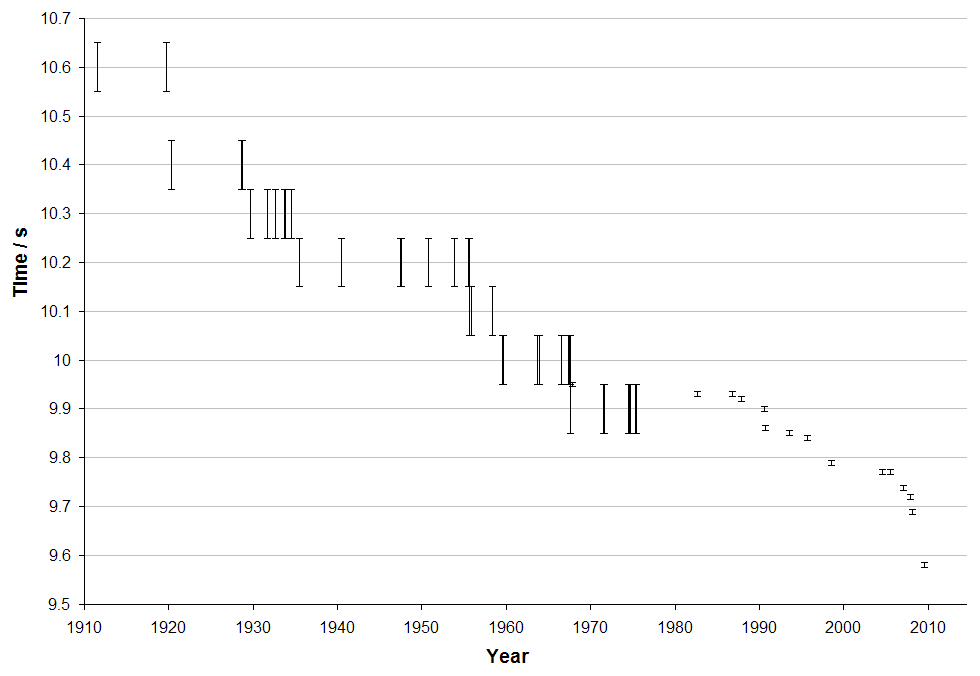
Ontwikkeling van het 100 m-wereldrecord bij de mannen

1 Deze tijd werd door een aantal lopers geëvenaard, onder meer door de Nederlander Chris Berger.
2 Sinds 16 oktober 1968 was de gemiddelde snelheid van de wereldrecordhouders op de 100 m (uitgezonderd die van Leroy Burrell in de periode van 6 juli 1994 tot 23 juni 1996) lager geweest dan die van de wereldrecordhouders op de 200 m (Tommie Smith, Pietro Mennea en Michael Johnson). Totdat Usain Bolt er op de WK van 2009 in Berlijn op de 100 m 9,58 s en op de 200 m 19,19 s van maakte.
3 Ben Johnson finishte hier als eerste in 9,79, maar werd positief bevonden in de dopingcontrole.
4 Powell liep deze tijd op 11 juni 2006 in Gateshead (GB) en in augustus 2006 tijdens de Golden League wedstrijd in Zürich (CH) opnieuw. Justin Gatlin evenaarde dit record op 12 mei 2006 in Doha, Qatar. Nadien werd zijn tijd van de tabellen gehaald wegens dopinggebruik.

### Vrouwen
| Tijd                         | Atleet                   | Land                           | Datum             | plaats           |
| ---------------------------- | ------------------------ | ------------------------------ | ----------------- | ---------------- |
| Handgeklokte tijden          |                          |                                |                   |                  |
| 12,8                         | Mary Lines               | Verenigd Koninkrijk            | 20 augustus 1922  | Parijs           |
| 12,7                         | Emmy Haux                | Duitsland                      | 21 mei 1923       |                  |
| 12,4                         | Leni Schmidt             | Duitsland                      | 30 augustus 1925  |                  |
| 12,2                         | Leni Junker              | Duitsland                      | 13 september 1925 |                  |
| 12,1                         | Gertrud Gladitsch        | Duitsland                      | 3 juli 1927       | Stuttgart        |
| 12,0                         | Betty Robinson           | Verenigde Staten               | 2 juni 1928       | Chicago          |
| 12,0                         | Myrtle Cook              | Canada                         | 2 juli 1928       | Halifax          |
| 12,0                         | Tollien Schuurman        | Nederland                      | 31 augustus 1930  | Amsterdam        |
| 12,0                         | Leni Junker              | Duitsland                      | 1 augustus 1931   | Maagdenburg      |
| 11,9                         | Tollien Schuurman        | Nederland                      | 5 juni 1932       | Haarlem          |
| 11,9                         | Stanisława Walasiewicz   | Polen                          | 1 augustus 1932   | Los Angeles      |
| 11,8                         | Stanisława Walasiewicz   | Polen                          | 17 september 1933 | Poznań           |
| 11,7                         | Stanisława Walasiewicz   | Polen                          | 26 augustus 1934  | Warschau         |
| 11,6                         | Helen Stephens           | Verenigde Staten               | 8 juni 1935       | Kansas City      |
| 11,6                         | Stanisława Walasiewicz   | Polen                          | 1 augustus 1937   | Berlijn          |
| 11,5                         | Fanny Blankers-Koen      | Nederland                      | 13 juni 1948      | Amsterdam        |
| 11,4                         | Marjorie Jackson         | Australië                      | 4 oktober 1952    | Gifu             |
| 11,3                         | Shirley Strickland       | Australië                      | 4 augustus 1955   | Warschau         |
| 11,2                         | Wilma Rudolph            | Verenigde Staten               | 19 juli 1961      | Stuttgart        |
| 11,1                         | Irena Kirszenstein       | Polen                          | 9 juli 1965       | Praag            |
| 11,0                         | Wyomia Tyus              | Verenigde Staten               | 15 oktober 1968   | Mexico-Stad      |
| Elektronisch geklokte tijden |                          |                                |                   |                  |
| 11,08                        | Wyomia Tyus              | Verenigde Staten               | 15 oktober 1968   | Mexico-Stad      |
| 11,071                       | Renate Stecher           | Duitse Democratische Republiek | 2 september 1972  | München          |
| 11,04                        | Inge Helten              | West-Duitsland                 | 13 juni 1976      | Fürth            |
| 11,01                        | Annegret Richter         | West-Duitsland                 | 25 juli 1976      | Montreal         |
| 10,881                       | Marlies Oelsner          | Duitse Democratische Republiek | 1 juli 1977       | Dresden          |
| 10,871                       | Ljoedmila Kondratjeva    | Sovjet-Unie                    | 3 juni 1980       | Leningrad        |
| 10,811                       | Marlies Göhr             | Duitse Democratische Republiek | 8 juni 1983       | Oost-Berlijn     |
| 10,79                        | Evelyn Ashford           | Verenigde Staten               | 3 juli 1983       | Colorado Springs |
| 10,76                        | Evelyn Ashford           | Verenigde Staten               | 22 augustus 1984  | Zürich           |
| 10,491                       | Florence Griffith-Joyner | Verenigde Staten               | 16 juli 1988      | Indianapolis     |

1 Over dopinggebruik werd alom gespeculeerd, maar dit is nooit aangetoond.

## Ontwikkeling 100 m-Europees Record
Mannen
| Tijd  | Atleet           | Land                | Datum            | Plaats      |
| ----- | ---------------- | ------------------- | ---------------- | ----------- |
| 10,07 | Valeri Borzov    | Sovjet-Unie         | 31 augustus 1972 | München     |
| 10,01 | Pietro Mennea    | Italië              | 4 september 1979 | Mexico-Stad |
| 10,00 | Marian Woronin   | Polen               | 9 juni 1984      | Warschau    |
| 9,871 | Linford Christie | Verenigd Koninkrijk | 15 augustus 1993 | Stuttgart   |
| 9,86  | Francis Obikwelu | Portugal            | 22 augustus 2004 | Athene      |
| 9,80  | Marcell Jacobs   | Italië              | 1 augustus 2021  | Tokio       |

1 Dwain Chambers evenaarde het record, maar die tijd werd geschrapt wegens dopinggebruik.

## Nederland

### Snelste mannelijke sprinters
| Rang | Tijd  | Atleet           | Datum             | Plaats            |
| ---- | ----- | ---------------- | ----------------- | ----------------- |
| 1.   | 9,91  | Churandy Martina | 5 augustus 2012   | Londen            |
| 2.   | 10,02 | Raphael Bouju    | 10 juni 2023      | Genève            |
| 3.   | 10,12 | Taymir Burnet    | 30 juni 2019      | La Chaux-De-Fonds |
| 4.   | 10,13 | Solomon Bockarie | 7 juli 2016       | Amsterdam         |
| 5.   | 10,15 | Guus Hoogmoed    | 23 juni 2007      | Vaasa             |
| 6.   | 10,16 | Troy Douglas     | 26 juni 1999      | Apeldoorn         |
| 6.   | 10,16 | Joris van Gool   | 30 juni 2019      | La Chaux-De-Fonds |
| 8.   | 10,18 | Elvis Afrifa     | 28 juni 2024      | Hengelo           |
| 9.   | 10,20 | Nathanael Esprit | 6 juni 1999       | Boise             |
| 10.  | 10,22 | Chris Garia      | 30 juni 2019      | Hechtel           |
| 10.  | 10,22 | Elvis Afrifa     | 11 september 2022 | Assendelft        |

Bijgewerkt: 9 juli 2024
Andere Nederlandse 100 m-sprinters:
- Timothy Beck
- Chris Berger
- Daniel van Leeuwen
- Patrick van Luijk
- Patrick Snoek
- Virgil Spier
- Dennis Tilburg
- Martijn Ungerer
- Daniel Ward

### Snelste vrouwelijke sprintsters
| Rang | Tijd  | Atleet                | Datum            | Plaats            |
| ---- | ----- | --------------------- | ---------------- | ----------------- |
| 1.   | 10,81 | Dafne Schippers       | 24 augustus 2015 | Peking            |
| 2.   | 11,08 | Nelli Cooman          | 27 augustus 1986 | Stuttgart         |
| 3.   | 11,10 | Jamile Samuel         | 7 augustus 2018  | Berlijn           |
| 4.   | 11,11 | N'ketia Seedo         | 20 augustus 2023 | Boedapest         |
| 5.   | 11,13 | Marije van Hunenstijn | 30 juni 2019     | La Chaux-De-Fonds |
| 6.   | 11,17 | Els Vader             | 14 juni 1986     | Lissabon          |
| 7.   | 11,22 | Tasa Jiya             | 28 juni 2024     | Hengelo           |
| 8.   | 11,24 | Naomi Sedney          | 13 april 2018    | Gainesville       |
| 9.   | 11,25 | Nadine Visser         | 29 augustus 2020 | Utrecht           |
| 10.  | 11,27 | Jacqueline Poelman    | 30 juli 1994     | Hechtel           |

Bijgewerkt: 9 juli 2024
Andere 100 m sprintsters
- Pascal van Assendelft
- Judith Baarssen
- Fanny Blankers-Koen
- Annemarie Kramer
- Tollien Schuurman

## België

### Snelste mannelijke atleten
| Rang | Tijd  | Atleet               | Datum           | Plaats             |
| ---- | ----- | -------------------- | --------------- | ------------------ |
| 1.   | 10,02 | Ronald Desruelles    | 11 mei 1985     | Naimette-Xhovémont |
| 2.   | 10,06 | Simon Verherstraeten | 14 juli 2024    | La Chaux-de-Fonds  |
| 3.   | 10,14 | Patrick Stevens      | 28 juni 1997    | Oordegem           |
| 4.   | 10,15 | Kobe Vleminckx       | 14 juli 2024    | La Chaux-de-Fonds  |
| 5.   | 10,17 | Erik Wijmeersch      | 28 juni 1997    | Oordegem           |
| 6.   | 10,26 | Andrew Reets         | 17 juli 1999    | Brussel            |
| 6.   | 10,26 | Anthony Ferro        | 30 juni 2001    | Brussel            |
| 8.   | 10,28 | Emiel Botterman      | 2 augustus 2025 | Brussel            |
| 9.   | 10,29 | Antoine Snyders      | 19 juni 2024    | Naimette-Xhovémont |
| 10.  | 10,32 | Olivier Sekanyambo   | 17 juli 1999    | Brussel            |
| 10.  | 10,32 | Kristof Beyens       | 14 juni 2003    | Genève             |

Bijgewerkt: 2 augustus 2025

### Snelste vrouwelijke atleten
| Rang | Tijd  | Atlete                 | Datum            | Plaats            |
| ---- | ----- | ---------------------- | ---------------- | ----------------- |
| 1.   | 11,04 | Kim Gevaert            | 9 juli 2006      | Brussel           |
| 2.   | 11,10 | Rani Rosius            | 2 augustus 2024  | Parijs            |
| 3.   | 11,20 | Delphine Nkansa        | 29 juni 2024     | Brussel           |
| 4.   | 11,28 | Cynthia Bolingo Mbongo | 19 juni 2021     | Nijvel            |
| 4.   | 11,28 | Rani Vincke            | 2 augustus 2025  | Brussel           |
| 6.   | 11,37 | Marine Jehaes          | 19 juli 2024     | Albi              |
| 7.   | 11,39 | Olivia Borlée          | 12 augustus 2007 | La Chaux-de-Fonds |
| 8.   | 11,40 | Nancy Callaerts        | 7 juli 2002      | Brussel           |
| 8.   | 11,40 | Élodie Ouédraogo       | 8 mei 2005       | Gent              |
| 10.  | 11,41 | Lea Alaerts            | 27 juli 1977     | Brussel           |
| 10.  | 11,41 | Hanna Mariën           | 9 juli 2006      | Brussel           |
| 10.  | 11,41 | Elise Mehuys           | 15 juli 2023     | Heusden           |

Bijgewerkt: 2 augustus 2025

## Nederlandse Antillen
Antilliaanse 100 m-lopers
- Jairo Duzant
- Miguel Janssen
- Churandy Martina

1928: Betty Robinson ·
1932: Stanisława Walasiewicz ·
1936: Helen Stephens ·
1948: Fanny Blankers-Koen ·
1952: Marjorie Jackson ·
1956: Betty Cuthbert ·
1960: Wilma Rudolph ·
1964: Wyomia Tyus ·
1968: Wyomia Tyus ·
1972: Renate Stecher ·
1976: Annegret Richter ·
1980: Ljoedmila Kondratjeva ·
1984: Evelyn Ashford ·
1988: Florence Griffith-Joyner ·
1992: Gail Devers ·
1996: Gail Devers ·
2000: onbepaald ·
2004: Joelija Nestsjarenka ·
2008: Shelly-Ann Fraser-Pryce ·
2012: Shelly-Ann Fraser-Pryce ·
2016: Elaine Thompson ·
2020: Elaine Thompson-Herah ·
2024: Julien Alfred
1896: Thomas Burke ·
1900: Francis Jarvis ·
1904: Archie Hahn ·
1908: Reggie Walker ·
1912: Ralph Craig ·
1920: Charley Paddock ·
1924: Harold Abrahams ·
1928: Percy Williams ·
1932: Eddie Tolan ·
1936: Jesse Owens ·
1948: Harrison Dillard ·
1952: Lindy Remigino ·
1956: Bobby Morrow ·
1960: Armin Hary ·
1964: Bob Hayes ·
1968: Jim Hines ·
1972: Valeri Borzov ·
1976: Hasely Crawford ·
1980: Allan Wells ·
1984: Carl Lewis ·
1988: Carl Lewis ·
1992: Linford Christie ·
1996: Donovan Bailey ·
2000: Maurice Green ·
2004: Justin Gatlin ·
2008: Usain Bolt ·
2012: Usain Bolt ·
2016: Usain Bolt ·
2020: Marcell Jacobs ·
2024: Noah Lyles
1983 Marlies Göhr ·
1987 Silke Gladisch ·
1991 Katrin Krabbe ·
1993 Gail Devers ·
1995 Gwen Torrence ·
1997 Marion Jones ·
1999 Marion Jones ·
2001 Zjanna Block ·
2003 Torri Edwards ·
2005 Lauryn Williams ·
2007 Veronica Campbell-Brown ·
2009 Shelly-Ann Fraser-Pryce ·
2011 Carmelita Jeter ·
2013 Shelly-Ann Fraser-Pryce ·
2015 Shelly-Ann Fraser-Pryce ·
2017 Tori Bowie ·
2019 Shelly-Ann Fraser-Pryce · 
2022 Shelly-Ann Fraser-Pryce · 
2023 Sha'Carri Richardson
1983 Carl Lewis ·
1987 Carl Lewis ·
1991 Carl Lewis ·
1993 Linford Christie ·
1995 Donovan Bailey ·
1997 Maurice Greene ·
1999 Maurice Greene ·
2001 Maurice Greene ·
2003 Kim Collins ·
2005 Justin Gatlin ·
2007 Tyson Gay ·
2009 Usain Bolt ·
2011 Yohan Blake ·
2013 Usain Bolt ·
2015 Usain Bolt ·
2017 Justin Gatlin ·
2019 Christian Coleman · 
2022 Fred Kerley · 
2023 Noah Lyles